# NGC 5762
NGC 5762 (również PGC 52887 lub UGC 9535) – galaktyka spiralna (S?), znajdująca się w gwiazdozbiorze Wolarza. Odkrył ją Lewis A. Swift 22 maja 1886 roku. Należy do galaktyk Seyferta typu 2.